# إنريكي مولينا (منافس ألعاب قوى)
إنريكي مولينا (بالإسبانية: Enrique Molina Vargas)‏ هو منافس ألعاب قوى إسباني، ولد في 25 فبراير 1968 في لا ثوبيا في إسبانيا.

## وصلات خارجية
- إنريكي مولينا على موقع الاتحاد الدولي لألعاب القوى (الإنجليزية)
- إنريكي مولينا على موقع اللجنة الأولمبية الدولية (الإنجليزية)
- إنريكي مولينا على موقع أوليمبيديا (الإنجليزية)
- إنريكي مولينا على موقع اللجنة الأولمبية الإسبانية (الإسبانية)